# Hugo IV de Lusignan
Hugo IV (fallecido c. 1026), llamado Brunus (en latín, "Castaño" ),  fue el cuarto señor de Lusignan, hijo de Hugo III Albus y Arsendis de Vivonne. Fue un noble conflictivo que sacó a su familia de la oscuridad y la situó en una posición destacada en Europa y, posteriormente, en Medio Oriente .
Hugo pasó muchos años enfrentado con los vizcondes de Thouars por una disputa territorial. Finalmente, se logró la paz gracias al matrimonio de Hugo con Audéarde o Aldiarde, la hija del vizconde Ralph de Thouars. Hugo recibió como dote el castillo de Mouzeuil.  Por aquell entonces, ya era dueño del castillo de Lusignan, construido por su abuelo Hugo Carus, y del de Couhé, levantado por el duque de Aquitania. Sin embargo, a la muerte del vizconde de Thouars, Mouzeuil fue retomado por su sucesor Geoffrey. 
Hugo también mantuvo una larga guerra con Aimery I, señor de Rancon, que había ocupado Civray, un feudo de Bernardo I de La Marche. Por su alianza con el duque Guillermo V de Aquitania, Hugo y Bernardo retomaron Civray y Hugo lo conservó en su mano, aunque lo perdió poco después. Sin embargo, continuó su guerra con Aimery.
Cuando el vizcondado de Châtellerault quedó vacante, Hugo lo solicitó al duque, pero éste se limitó a hacerle promesas vacías. Hugo se enfrentó entonces al duque hasta que éste le concedió el feudo de Vivonne. Más tarde, Guillermo privó a Hugo del impuesto sobre Saint-Maixent que su madre Emma, esposa de Guillermo IV de Aquitania, había concedido al padre de Hugo.
El 6 de marzo de 1025, Hugo realizó una permuta con la abadía de Saint-Hilaire de Poitiers para fundar un monasterio para su alma. El duque obtuvo dos diplomas de Roberto II que confirmaban este establecimiento monástico y otro en Couhé. Hugo y el obispo poitevino Isembart solicitaron entonces al Papa Juan XIX que sus monasterios quedaran bajo la autoridad única de Nouaillé, exención que les fue concedida.
En su monasterio de Notre-Dame de Lusignan, un cronista monástico escribió el Conventum inter Guillelmum ducem Aquitaniae et Hugonem Chiliarchum conmemorando las hazañas bélicas de Hugo. Según el Conventum, Hugo murió un año después de su acuerdo final con el duque, probablemente en torno a 1026. Dejó dos hijos con Audéarde: Hugo V, que le sucedió, y Rorgo.